# Galaxia enana
Una galaxia enana es una galaxia pequeña compuesta por varios millones de estrellas, pudiendo llegar hasta unos pocos miles de millones, en contraposición a una galaxia «normal» compuesta por muchos miles de millones, pudiendo llegar hasta los cientos de miles de millones de estrellas, y a las galaxias «gigantes» compuestas hasta por billones de estrellas.
Si en lugar de la cantidad de estrellas se considera su tamaño, las enanas miden desde unos pocos pársecs hasta los 10 000 aproximadamente, en contraposición al resto, que pueden llegar e incluso superar ampliamente los 100 000 parsecs.

## Formación de las galaxias enanas
Las teorías actuales expresan que las galaxias, incluidas las enanas, se forman asociándose con la materia oscura, o también con gas que contenga metales. Sin embargo, la NASA ha descubierto galaxias enanas con poco metal. Estas galaxias se encontraban en el anillo de Leo, una nube interestelar situada entre dos galaxias masivas en colisión.

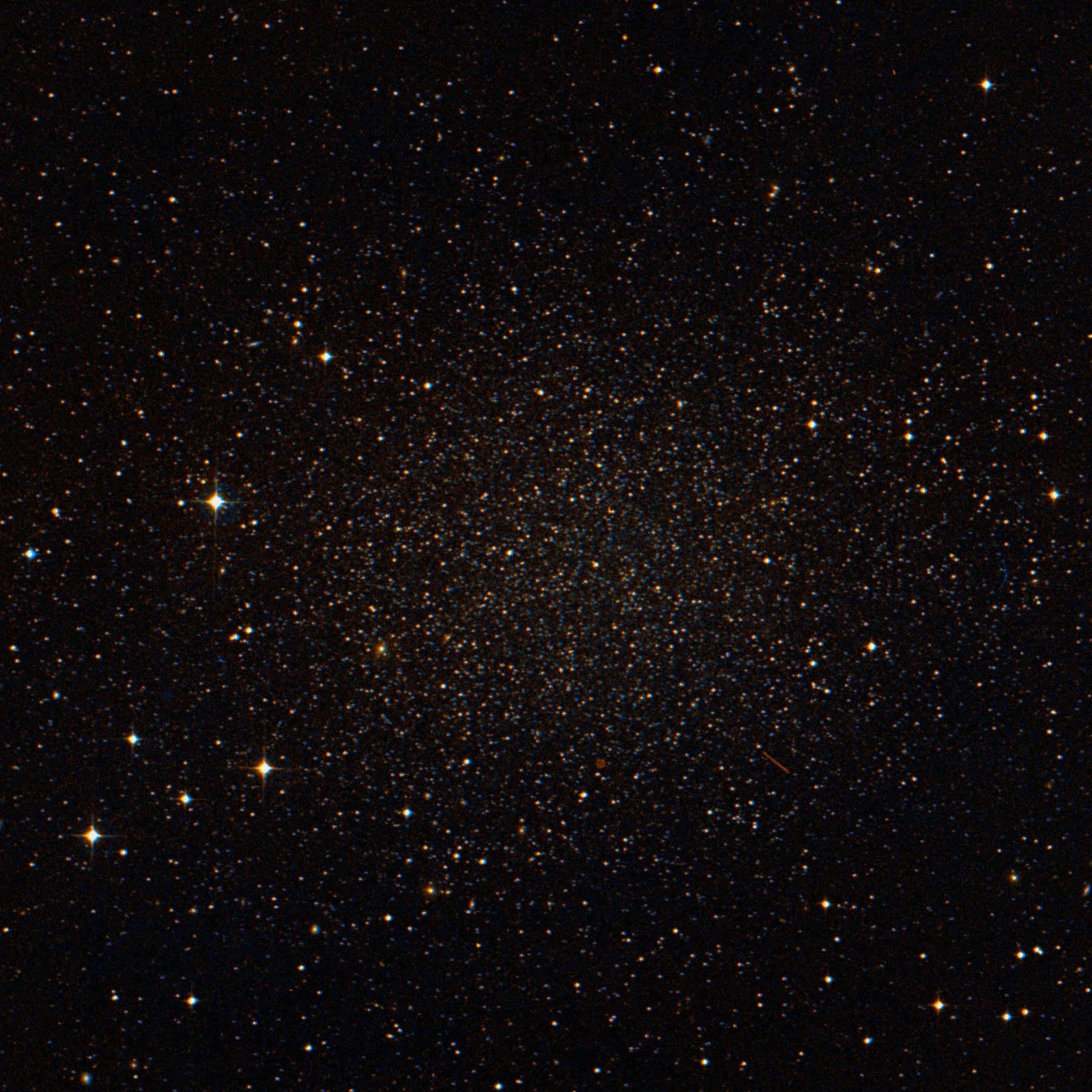
La Enana de Sculptor, una de las 20 galaxias satélite de la Vía Láctea

## Galaxias enanas compactas azules

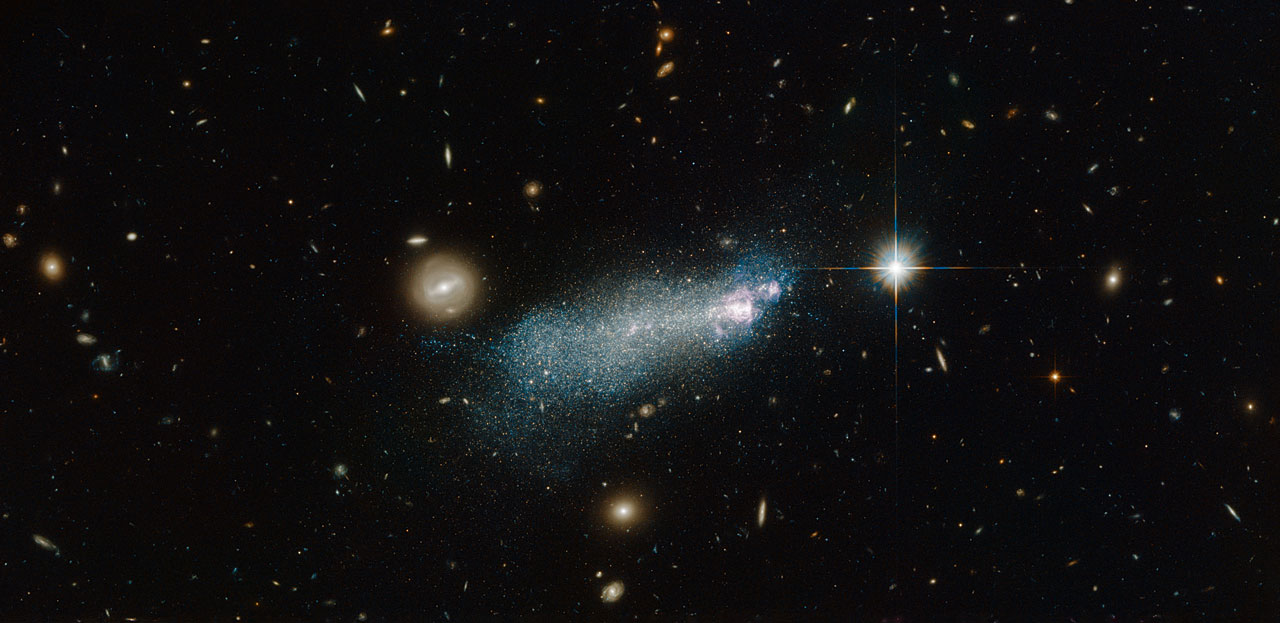
Enana compacta azul PGC 51017.

En astronomía, una galaxia enana compacta azul (galaxia BCD) es una pequeña galaxia que contiene grandes cúmulos de estrellas jóvenes, calientes y masivas. Estas estrellas, las más brillantes de las cuales son azules, hacen que la propia galaxia parezca de color azul. La mayoría de las galaxias BCD también se clasifican como galaxias irregulares enanas o como galaxias lenticulares enanas. Debido a que están compuestas por cúmulos de estrellas, las galaxias BCD carecen de una forma uniforme. Consumen gas intensamente, lo que hace que sus estrellas se vuelvan muy violentas al formarse.
Las galaxias BCD se enfrían en el proceso de formación de nuevas estrellas. Todas las estrellas de las galaxias se forman en diferentes períodos de tiempo, por lo que las galaxias tienen tiempo para enfriarse y acumular materia para formar nuevas estrellas. A medida que pasa el tiempo, esta formación estelar cambia la forma de las galaxias.
Los ejemplos cercanos incluyen NGC 1705 , NGC 2915 , NGC 3353 y UGCA 281.

## Galaxias enanas ultra débiles
Las galaxias enanas ultra débiles (UFD) son una clase de galaxias que contienen desde unos pocos cientos hasta cientos de miles de estrellas, lo que las convierte en las galaxias más débiles del Universo. Los UFD se parecen a los cúmulos globulares (CG) en apariencia, pero tienen propiedades muy diferentes. A diferencia de los GC, las UFD contienen una cantidad significativa de materia oscura y están más extendidos. Las UFD se descubrieron por primera vez con la llegada de los levantamientos digitales del cielo en 2005, en particular con el Sloan Digital Sky Survey (SDSS).
Las UFD son los sistemas dominados por la materia oscura más conocidos. Los astrónomos creen que las UFD codifican información valiosa sobre el Universo temprano , ya que todas las UFD descubiertas hasta ahora son sistemas antiguos que probablemente se formaron muy temprano, solo unos pocos millones de años después del Big Bang y antes de la época de la reionización. Un trabajo teórico reciente ha planteado la hipótesis de la existencia de una población de UFD jóvenes que se forman mucho más tarde que las antiguas UFD. Estas galaxias no se han observado hasta ahora en nuestro Universo.

## Enanas ultracompactas
Las galaxias enanas ultracompactas (UCD) son una clase de galaxias muy compactas con densidades estelares muy altas, descubiertas en la década de 2000. Se cree que tienen alrededor de 200 años luz de diámetro y contienen alrededor de 100 millones de estrellas. Se teoriza que estos son los núcleos de galaxias elípticas enanas nucleadas que han sido despojadas de gas y estrellas periféricas por interacciones de mareas, viajando a través de los corazones de ricos cúmulos. Se han encontrado UCD en el cúmulo de Virgo, el cúmulo Fornax, el cúmulo Abell 1689 y el cúmulo Coma, entre otros. En particular, el equipo de la Encuesta de Grupos de Virgo de la Próxima Generación encontró una muestra enorme sin precedentes de ~ 100 UCD en la región central del cúmulo de Virgo. Los primeros estudios relativamente sólidos de las propiedades globales de los UCD de Virgo sugieren que las UCD tienen propiedades dinámicas y estructurales distintas de los cúmulos globulares normales. Un ejemplo extremo de UCD es M60-UCD1, a unos 54 millones de años luz de distancia, que contiene aproximadamente 200 millones de masas solares en un radio de 160 años luz; su región central está formada por estrellas unas 25 veces más juntas que las estrellas de la región de la Tierra en la Vía Láctea. M59-UCD3 tiene aproximadamente el mismo tamaño que M60-UCD1 con un radio efectivo, rh , de aproximadamente 20 parsecs pero es un 40% más luminoso con una magnitud visual absoluta de aproximadamente -14,6. Esto convierte a M59-UCD3 en la galaxia más densa conocida. Según las velocidades orbitales estelares, se afirma que dos UCD en el cúmulo de Virgo tienen agujeros negros supermasivos que pesan entre el 13% y el 18% de las masas de las galaxias.

## Galaxias enanas localizadas en elGrupo Local
En nuestro cúmulo de galaxias, el Grupo Local, se pueden encontrar muchas galaxias enanas. La mayoría orbitan a otras galaxias más grandes, por lo que se llaman galaxias satélite. Es el caso de las galaxias satélite de la galaxia de Andrómeda, Andrómeda I, II, III... La Vía Láctea y la galaxia del Triángulo también tienen este tipo de galaxias. Se estima que nuestra galaxia tiene alrededor de 20 galaxias satélite.

## Tipos más comunes
- Galaxia enana elíptica (dE)
- Galaxia enana esferoidal (dSph)
- Galaxia enana irregular (dI)
- Galaxia espiral enana (dS)
- Galaxia enana magallánica

## Ejemplos
- Enana de Carina
- Enana de Draco
- Enana de Fénix
- Enana de Fornax
- Enana de la Osa Menor
- Enana de Pegaso
- Enana de Sculptor
- Enana de Sextans
- Enana de Tucana
- Enana Elíptica de Sagitario (SagDEG)
- Enana Irregular de Sagitario (SagDIG)
- I Zwicky 18
- Leo I
- Leo II
- Henize 2-10
- Pequeña Nube de Magallanes
- NGC 1569
- NGC 1705
- UGC 5336
- Sextans A